# Newaygo
Newaygo es una ciudad ubicada en el condado de Newaygo en el estado estadounidense de Míchigan. En el Censo de 2010 tenía una población de 1976 habitantes y una densidad poblacional de 195,68 personas por km².

## Geografía
Newaygo se encuentra ubicada en las coordenadas 43°24′59″N 85°48′9″O / 43.41639, -85.80250. Según la Oficina del Censo de los Estados Unidos, Newaygo tiene una superficie total de 10.1 km², de la cual 9.7 km² corresponden a tierra firme y (3.98%) 0.4 km² es agua.

## Demografía
Según el censo de 2010, había 1976 personas residiendo en Newaygo. La densidad de población era de 195,68 hab./km². De los 1976 habitantes, Newaygo estaba compuesto por el 93.57% blancos, el 0.91% eran afroamericanos, el 1.16% eran amerindios, el 0.66% eran asiáticos, el 0.05% eran isleños del Pacífico, el 1.62% eran de otras razas y el 2.02% pertenecían a dos o más razas. Del total de la población el 7.34% eran hispanos o latinos de cualquier raza.